# Quinta Las Acacias
La Quinta Las Acacias es una edificación de estilo historicista localizada en la parroquia de El Paraíso de Caracas, Venezuela. Fue diseñada y construida por Alejandro Chataing entre 1905 y 1913 como residencia particular para la familia Boulton. Desde 1955 funciona como sede de la Comandancia General de la Guardia Nacional de Venezuela.

## Historia
A principios del siglo XX, la zona que ocupaba la antigua Hacienda El Paraíso, en el suroeste de Caracas, fue escogida para la primera gran expansión urbana de la ciudad, por lo que muchos particulares la escogieron como sitio para sus residencias. Tal fue el caso de John Lord Bouldon, quien en 1901 envió una misiva al Presidente Cipriano Castro para solicitarle la exoneración de impuestos de importación de los materiales necesarios para construir la futura mansión. Así, las obras de construcción fueron iniciadas bajo la dirección del ingeniero Francisco Uzcátegui.
Los Boulton, siendo una familia afín al sector de la banca que en ese momento se encontraba enemistada con el presidente Castro, fueron parte de los financistas que apoyaron a la facción rebelde que impulsó la Revolución Libertadora. Por esta razón, la construcción de la quinta estuvo paralizada por unos años hasta que se reanudaron en 1905. Uzcátegui lideró la conducción de las obras hasta 1911, cuando el arquitecto Alejandro Chataing tomó las riendas del proyecto.
Las obras fueron terminadas el 26 de mayo de 1913, y el inmueble fue ocupado por la familia a finales del mismo año.
La mansión fue luego adquirida por el General Juan Vicente Gómez el 30 de septiembre de 1935 por un monto de 2.471.200 bolívares. Gómez fallece a escasos tres meses de su compra, y los bienes del antiguo dictador son expropiados en agosto de 1936. En 1938, el inmueble fue adscrito al Ministerio de Agricultura y Cría, permaneciendo sin ningún uso hasta 1954. Durante ese periodo, la antigua mansión fue objeto de algunas modificaciones que alteraron ligeramente su estructura.
El 22 de enero de 1955 fue designado como sede de la Comandancia General de la Guardia Nacional. Para ese momento, el edificio seguía adscrito a Agricultura y Cría, siendo finalmente reasignado al Ministerio de Defensa en 1974.

## Características
La quinta se transformó desde un primer momento en un buen ejemplo de la residencia señorial caraqueña de la escuela ecléctica, muy en boga a principios del siglo XX. Con su apariencia de château francés, consta de dos pisos a los cuales se le añade un desván habitable y adornado en el exterior con mansardas. Posee una nave central con un balcón externo en la entrada, la cual tiene dos pare de columnas a sus lados. Además, posee dos volúmenes asimétricos a los lados: a su derecha tiene una torre cilíndrica rematada con una cubierta cónica y una veleta; y a la izquierda un remate lateral con falsos almohadillados.
La edificación está rodeada por un amplio jardín con altos árboles y dos estatuas femeninas sobre pedestales. Su localización en una colina le permite además una vista privilegiada del centro de Caracas.